# Institut d'aménagement et d'urbanisme de Lille
 (août 2012).
L'Institut d'Aménagement et Urbanisme de Lille (IAUL) est une composante de l'UFR de Géographie et Aménagement de l'Université de Lille. Il se situe au sein du bâtiment SH3 sur le site de la Cité scientifique, à  Villeneuve-d'Ascq. L'Institut promeut la tradition de formation scientifique et professionnelle issue de la formation Maîtrise des Sciences et Techniques ENVAR(ENVironnement et Aménagement Régional)  créée en 1975 et devenue l'IUP ENVAR (Institut universitaire professionnalisé Europe eNvironnement Ville Aménagement et Réseaux) en 1998. 
L'institut d'Aménagement et d'Urbanisme de Lille dispense la mention de Master en Urbanisme et Aménagement. 

## Doctorat d'Aménagement de l'espace et d'Urbanisme
Équipe de recherche proposant une approche interdisciplinaire (géographie, aménagement de l'espace et urbanisme, sociologie, économie et gestion...), le laboratoire TVES(Territoires, Villes, Environnement & Société) (EA 4477) rassemblent actuellement 46 enseignants-chercheurs et 43 doctorants au sein du PRES (Pôle de recherche et d'enseignement supérieur) Lille Nord de France.
Constitué en 2006, le laboratoire TVES réunit les trois anciennes équipes de l'Université de Lille et intègre depuis 2010, l'Institut des Mers du Nord(IMN) de l'Université du Littoral Côte d'Opale (ULCO) de Dunkerque. Ce dernier a lui-même fusionné en 2006 avec le LEMMA(Laboratoire d'Économie, de Modélisation et de Mathématiques Appliquées).
Le laboratoire TVES est aussi partenaire de la MESHS(Maison Européenne des Sciences de l'Homme et de la Société) de l'IREPSE (Institut de Recherches Pluridisciplinaires en Sciences de l'Environnement) et de l'IRENI (Institut de Recherche en Environnement Industriel).